# Fenrother
Fenrother är en ort i civil parish Tritlington and West Chevington, i grevskapet Northumberland i England. Orten är belägen 7 km från Morpeth. Fenrother var en civil parish 1866–1955 när det uppgick i Tritlington. Civil parish hade 52 invånare år 1951.